# Coenotephria albicoma
Coenotephria albicoma är en fjärilsart som beskrevs av Inoue 1954. Coenotephria albicoma ingår i släktet Coenotephria och familjen mätare. Inga underarter finns listade i Catalogue of Life.